# Peter Beck
Peter Beck (nacido en 1966 en Bremen) es un político alemán perteneciente al partido Bürger in Wut. Anteriormente fue miembro de los partidos Liberal-Konservative Reformer y Alternative für Deutschland.

## Biografía

### Educación y profesión
Beck completó su formación como mecánico naval en una compañía naviera de Bremen. Después de estar en el mar durante cinco años, fue soldado regular durante cuatro años y dejó la Bundeswehr como sargento de personal. Luego se formó como oficial de policía en la ex Policía Federal de Fronteras desde 2005. Hasta su jubilación tras un accidente laboral, fue jefe de policía en la Policía Federal de Bremen y en un total de cuatro misiones extranjeras en la UNMIK de Kosovo y en la región fronteriza entre Ucrania y Moldavia (EUBAM).
Beck está casado, tiene cuatro hijos y vive en Bremen. Trabajó en Bremen Refugee Aid y junto con su esposa como padres adoptivos desde 2014.

### Política
Beck fue elegido miembro del Parlamento de Bremen en mayo de 2019 a través de la lista estatal de Alternativa para Alemania (3er lugar). Aquí es miembro de la comisión de Interior. Debido a la discordia, el grupo parlamentario de AfD en el parlamento de Bremen se dividió en un grupo de tres parlamentarios y dos diputados no adscritos a principios de septiembre.
En septiembre de 2019, fue elegido sucesor de Frank Magnitz como presidente estatal de la AfD en Bremen.
Beck se describe a sí mismo como un político liberal del ala centrista de la AfD. Sus temas políticos son: integración/inmigración, seguridad interior, juventud y asuntos sociales y familia.
El 26 de enero de 2021, Beck renunció a su cargo como presidente estatal y como miembro de AfD. Justificó su paso con su intento fallido de llevar a la asociación nacional a un curso moderado.  Tres días después se unió a los Reformadores Liberal-Conservadores, pero se trasladó a la asociación de votantes Ciudadanos en Ira en octubre de 2021. 